# Дикинсон, Питер
Питер Малкольм де Бриссак Дикинсон (16 декабря 1929 — 16 декабря 2015) — английский прозаик и поэт, известный автор в жанре детской научной фантастики и фантастического детектива.
Дважды был награждён медалью Карнеги за написание романов: в 1979 году его наградили как автора романа «Тулку», а в 1980 году — как автора романа «Золотой город», обе книги признаны выдающимися произведениями детской британской литературы. При этом до 2012 года только 7 писателей стали дважды лауреатами этой награды (среди них и Питер Дикинсон), до 2012 года никто не становился им трижды.
В 2000 году стал финалистом конкурса на вручение медали Ханса Кристиана Андерсена.

## Работы
| Changes trilogy - The Weathermonger (1968) - Heartsease (1969) - The Devil’s Children (1970), художник-иллюстратор: Роберт Хэйлс Другие - Emma Tupper’s Diary (1970) - The Dancing Bear (1972), художник-иллюстратор: Дэвид Сми — в 2004 году удостоена литературной премии Крысолов - The Gift (1973) - The Blue Hawk (1976), художник-иллюстратор: Дэвид Сми — в 1977 году удостоена премии Guardian Prize - Annerton Pit (1977) - Tulku (1979) — за этот роман Дикинсон получил в 1979 году первую медаль Карнеги - The Seventh Raven (1981) — в 2001 принёс Дикинсону награду Phoenix Award - Healer (1983) - Eva (1988) - AK (1990) - A Bone from a Dry Sea (1992) - Shadow of a Hero (1993) - Time and the Clock Mice, Etcetera (1993) — художник-иллюстратор: Джейн Кларк - The Kin (1998) - Suth’s Story - Noli’s Story - Ko’s Story - Mana’s Story - The Lion Tamer’s Daughter (1999) - Верёвочник/The Ropemaker (2001) — единственный изданный на русском языке роман писателя - The Tears of the Salamander (2003) - The Gift Boat (2004); в США вышла под названием Inside Granddad - Angel Isle (2006); роман-продолжения «Верёвочника» - In the Palace of the Khans (2012) | James Pibble series - Skin Deep (1968); в США издана под названием The Glass-Sided Ants' Nest — удостоена премии Даггер за лучший криминальный роман на английском языке - A Pride of Heroes (1969); в США издана под названием The Old English Peep-Show — удостоен премии Даггер за лучший криминальный роман на английском языке - The Seals (1970); в США вышла под названием The Sinful Stones - Sleep and His Brother (1971) - The Lizard in the Cup (1972) - One Foot in the Grave (1979) Другие - The Green Gene (1973) - The Poison Oracle (1974) - The Lively Dead (1975) - King and Joker (1976) - Walking Dead (1977) - A Summer in the Twenties (1981) - The Last Houseparty (1982) - Hindsight (1983) - Death of a Unicorn (1984) - Tefuga (1985) - Skeleton-in-Waiting (1987) - Perfect Gallows (1988) - Play Dead (1991) - The Yellow Room Conspiracy (1992) - Some Deaths Before Dying (1999) - The Weir: Poems by Peter Dickinson (2007) - The Iron Lion (1973), художники-иллюстраторы: Марк Браун, Полин Бэйнс - Hepzibah (1978), художник-иллюстратор: Сью Портер - Giant Cold (1984), художник-иллюстратор: Алан Кобер - A Box of Nothing (1985) - Mole Hole (1987) - Chuck and Danielle (1996) |

### Сборники рассказов
- Merlin Dreams (1988)
- The Lion Tamer’s Daughter and other stories (New York: Delacorte, 1997)
- Touch and Go (1999)
- Water: Tales of Elemental Spirits (2002), в соавторстве с Робин Маккинли; позднее выходила под названием Elementals: Water
- Fire: Tales of Elemental Spirits (2009), в соавторстве с Робин Маккинли
- Earth and Air: Tales of Elemental Creatures (2012) — Дикинсон является единственным автором.

### Другие книги
- Chance, Luck and Destiny (1975) — лауреат премии Boston Globe–Horn Book Award[10]
- The Flight of Dragons (Pierrot Publishing, 1979), художник-иллюстратор: Уэйн Андерсон — в 1982 году экранизирована в одноимённый фильм, в русском прокате получивший название «Полёт драконов»
- City of Gold and other stories from the Old Testament (1980), в переложении Дикинсона, художник-иллюстратор: Майкл Форман — в1980 году принесла автору вторую медаль Карнеги[3]